# Пранаяма
Праная́ма (санскрит प्राणायाम , IAST: Prāṇāyāma, букв.: «контроль или остановка дыхания») — управление праной (жизненной энергией) с помощью дыхательных упражнений в йоге. Упражнения пранаямы применяются для очистки так называемого «тонкого тела» и нади от загрязнений, а также для накопления и преобразования жизненной энергии. Пранаяма упоминается в «Йога-сутрах» Патанджали, описывается в Хатха-йога-прадипика, Сиддха-сиддханта паддхати и других текстах.

## Этимология
1. Термин «пранаяма» состоит из двух санскритских слов — прана и яма. Термин прана обозначает собой «дыхание, жизнь, жизненная энергия». Термин яма в переводе означает «остановка, контроль, управление». Также Яма — индийское божество смерти. Поэтому пранаяму часто определяют как технику сознательного управления дыханием, которая включает в себя систему дыхательных упражнений[1][неавторитетный источник].
2. По другой версии, излагаемой Айенгаром, термин пранаяма состоит из слов прана — энергия и аяма — накопление, увеличение и распределение[2], что означает праническую способность или продолжительность. Таким образом пранаяма — это техника, посредством которой в теле активируются всё бо́льшие количества праны[3].

## Пранаяма и физиология
Пранаяма — специальные дыхательные упражнения, воздействующие на физиологическую составляющую человека посредством изменения концентрации кислорода и углекислого газа, а также на эмоциональную составляющую посредством системы психосоматических соответствий с помощью специфических типов дыхания. Руководитель Украинской федерации йоги указывает, что механизмы действия дыхательных упражнений включают:
1. Изменение соотношений концентрации кислорода и углекислого газа в организме;
2. Включение в работу в процессе дыхания различных групп дыхательных мышц;
3. Рефлекторное воздействие на мозг посредством воздействия на обонятельные и другие рецепторы;
4. Массаж внутренних органов;
5. Рефлекторное воздействие на симпатическую и парасимпатическую нервную систему.

Практикой пранаямы, в особенности длительных задержек дыхания, расширяются адаптативные функции организма, сознание становится устойчивым к переживанию различных измененных состояний. Об этом пишет и сам Патанджали: «Сознание становится способно к дхаране» (Йога-сутры, 2:53). Пранаяма может рассматриваться как управляемый стресс для организма. Возможно, пранаяма возникла как необходимость выживания на высокогорье, для сопротивления «горной болезни». Техника дыхания через паузу (задержку дыхания) взял на вооружение физиолог и врач Бутейко.

## Упражнения и методология
В восьмичастном пути йоги, по Патанджали, пранаяма — четвёртая часть йоги. Для успешных занятий необходимо подготовить тело и дух посредством практики асан. Упражнения пранаямы обычно выполняются в падмасане, ардха-падмасане или сукхасане. Реже — в положении лёжа.
Полный цикл дыхания состоит из четырёх частей: пурака (вдох), кумбхака (задержка), речака (выдох), шуньяка (задержка после выдоха). Горакшанатх в «Сиддха-сиддханта паддхати» даёт такое определение: «Пранаяма — это уравновешенность праны. Вдох, выдох, задержка и объединение — это четыре признака пранаямы».
В классических текстах хатха-йоги перед выполнением пранаямы рекомендуется выполнить упражнения для очистки нади (шаткармы и попеременное дыхание через ноздри с задержкой).
В «Гхеранда-самхите» описаны следующие виды пранаямы:
- Сахита
- Сурьябхеда
- Уджайи
- Ситали
- Бхастрика
- Бхрамари
- Мурчха
- Кевали-кумбхака

Верхом совершенства считается освоение кевали-кумбхаки — спонтанной длительной задержки дыхания. Слово «спонтанный» предполагает состояние естественности. В данном случае, кевали-кумбхака возникает при постепенном замирании потока дыхания, когда в итоге дыхание как движение перестает различаться и регистрируется его остановка.
Современные авторы разделяют упражнения на подготовительное дыхание, очищающее нервы (сукха-пурвака) и основные: полное дыхание йогов; анулома-вилома; ритмическое дыхание; очистительное дыхание и др.